# Вильгельм III (граф Юлиха)
Вильгельм III (фр. Guillaume III de Juliers, нем. Wilhelm III. von Jülich; ум. 1218) — граф Юлиха с 1207 года.

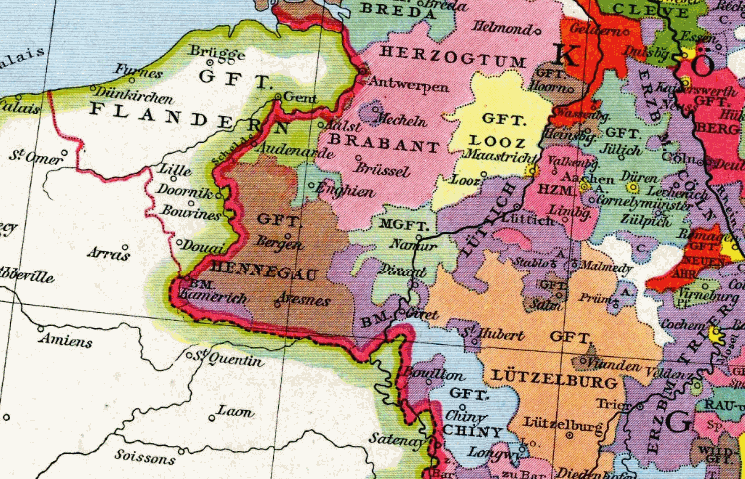
Графство Юлих на карте северо-западной Германии начала XIII в.

## Биография
Вильгельм происходил из вестфальского знатного рода Генгебахов. Его отец Эбергард II — сеньор Геймбаха и Генгебаха, а мать, Ютта, — дочь графа Юлиха Вильгельма I.
В 1207 году умер граф Юлиха Вильгельм II Великий, переживший единственного сына. В результате Вильгельм фон Генгебах, сын его сестры Ютты, унаследовал Юлих. Владения же отца получил младший брат Вильгельма II — Эбергард III.
В 1209 году Вильгельму было передано управление Мёльбахом с окрестными лесами с титулом пфальцграфа Ленсштюкена.
Вильгельм в составе армии, которой командовали будущий архиепископ Кёльна Энгельберт II Бергский, его брат Адольф III Бергский и австрийский герцог Леопольд VI, принял участие в Альбигойском крестовом походе.
В 1214 году Вильгельм II отправился в Пятый крестовый поход. Он умер во время осады Дамьетты в Египте, что подтверждается актом, датированным 1218 годом. Наследовал ему старший сын Вильгельм IV.

## Семья и дети
Жена: Матильда Лимбургская (ум. после 1 апреля 1234), дочь Вальрама III, герцога Лимбурга. Дети:
- Вильгельм IV (ум. 1278), граф Юлиха с 1218[1]
- Вальрам (ум. 1271), сеньор Бройха и Бергхейма[1]
- Дитрих (ум. после ноября 1236)[1]